# Ramaria krieglsteineri
Ramaria krieglsteineri är en svampart som tillhör divisionen basidiesvampar, och som beskrevs av Ramaria krieglsteineri Schild 1997. Ramaria krieglsteineri ingår i släktet Ramaria, och familjen Ramariaceae. Arten är reproducerande i Sverige.